# Loi sur l'indépendance de la Papouasie-Nouvelle-Guinée de 1975
Lire en ligne

Texte officiel

La Loi sur l'indépendance de la Papouasie-Nouvelle-Guinée de 1975 est une loi adoptée par le Parlement d'Australie. Elle a remplacé la Loi sur la Papouasie et Nouvelle-Guinée de 1949 et a changé le statut du territoire de Papouasie et Nouvelle-Guinée en celui d'État indépendant de Papouasie-Nouvelle-Guinée. La loi fixe au 16 septembre 1975 la date de l'indépendance et met fin à tous les pouvoirs souverains et législatifs restants de l'Australie sur la Papouasie-Nouvelle-Guinée.

## Source
- (en) Cet article est partiellement ou en totalité issu de l’article de Wikipédia en anglais intitulé « Papua New Guinea Independence Act 1975 » (voir la liste des auteurs).